# Adoniram J. Holmes
Adoniram Judson Holmes (* 2. März 1842 in Wooster, Ohio; † 21. Januar 1902 in Clarinda, Iowa) war ein US-amerikanischer Politiker. Zwischen 1883 und 1889 vertrat er den Bundesstaat Iowa im US-Repräsentantenhaus.

## Werdegang
Im Jahr 1853 zog Holmes mit seinen Eltern nach Palmyra in Wisconsin. Dort besuchte er die öffentlichen Schulen und das Milton College. Im Jahr 1862 unterbrach er seine Schulzeit, um als Soldat der Unionsarmee am Bürgerkrieg teilzunehmen. Nach dem Krieg setzte er seine Ausbildung am Milton College fort. Nach einem anschließenden Jurastudium an der University of Michigan in Ann Arbor und seiner im Jahr 1868 erfolgten Zulassung als Rechtsanwalt begann er in Boone (Iowa) in seinem neuen Beruf zu praktizieren.
Politisch war Holmes Mitglied der Republikanischen Partei. Zwischen 1880 und 1881 war er Bürgermeister von Boone; in den Jahren 1882 und 1883 saß er als Abgeordneter im Repräsentantenhaus von Iowa. 1882 wurde er im damals neu geschaffenen zehnten Wahlbezirk von Iowa in das US-Repräsentantenhaus in Washington, D.C. gewählt. Dort trat er am 4. März 1883 sein neues Mandat an. Nach zwei Wiederwahlen konnte er bis zum 3. März 1889 drei zusammenhängende Legislaturperioden im Kongress absolvieren. Im Jahr 1888 wurde er von seiner Partei nicht für eine weitere Amtszeit nominiert.
Während der folgenden Legislaturperiode im Kongress übte Holmes als Nachfolger von John P. Leedom das zeremonielle Amt des Sergeant at Arms of the House of Representatives aus. Ansonsten arbeitete er wieder als Rechtsanwalt in Boone. Zwischen 1896 und 1899 war er Bezirksstaatsanwalt. Adoniram Holmes starb am 21. Januar 1902 in Clarinda und wurde in Boone beigesetzt.